# Vermiosa
Vermiosa ist eine Gemeinde (Freguesia) im portugiesischen Kreis Figueira de Castelo Rodrigo. In ihr leben 360 Einwohner (Stand 19. April 2021).